# Wasserspiel auf dem Bundesplatz
Das Wasserspiel auf dem Bundesplatz in Bern wurde bei der Neugestaltung 2004 im westlichen Teil des Bundesplatzes errichtet. Das Wasserspiel besteht aus 26 Fontänen, welche die 26 Kantone der Schweiz symbolisieren. Die Einweihung des neugestalteten Bundesplatzes mit dem Wasserspiel fand am 31. Juli und 1. August 2004 statt.

## Ausgestaltung

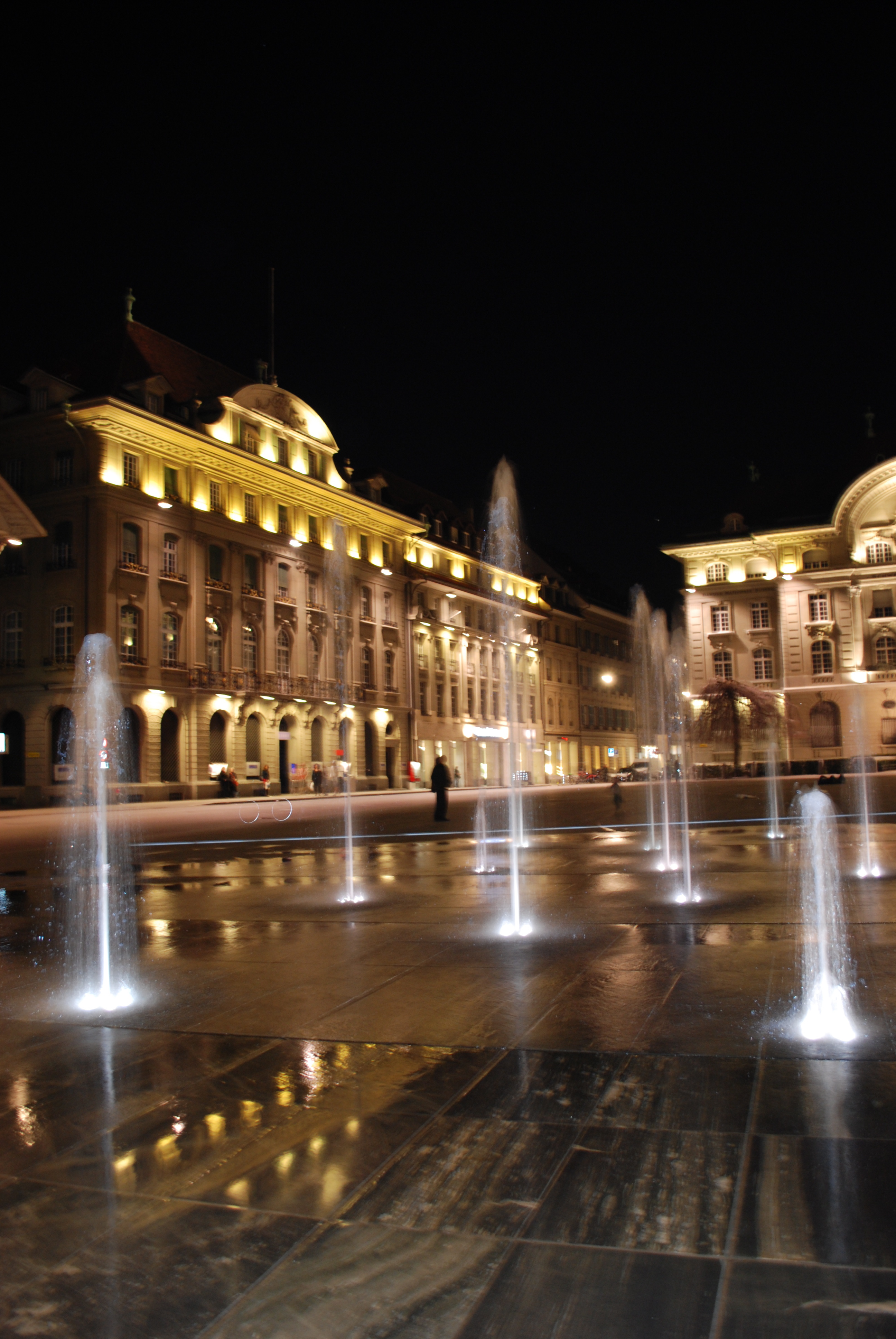
Beleuchtetes Wasserspiel nachts

Inspiriert wurden die Gestalter durch das Wasserspiel Magie de l’Energie auf der Expo.02, von dem auch viele Effekte übernommen werden durften. Die Gestaltung der Anlage erfolgte durch das Ingenieurbüro AQUA Transform aus Gossau, während die E. Hofer AG aus Müntschemier die Installation durchführte. Der Umbau begann am 1. August 2003 und dauerte genau ein Jahr. Während der Arbeiten fanden die Bauarbeiter einen Brückenkopf aus dem 12. Jahrhundert. Dieser wurde an dem Fundort belassen und einbetoniert. Insgesamt kostete die Neugestaltung des Platzes acht Millionen Franken. Die Kosten wurden zur Hälfte von der Stadt Bern getragen, während der Bund 2,3 Millionen und die Schweizerische Mobiliar 1,7 Millionen Franken übernahmen.
Das Wasserspiel besteht aus einer 60 × 36 m großen Fläche, die mit Natursteinplatten aus Gneis ausgelegt ist. Diese ist leicht geneigt, damit das Wasser in die umliegenden Rinnen abfließen kann. Die 26 Fontänen können bis 4 m hoch aufsteigen. Die Wasserdüsen sind einzeln steuerbar und ermöglichen eine Vielzahl von choreografischen Inszenierungen. Durch eine im Boden montierte Beleuchtung kann jede einzelne Fontäne angestrahlt werden. Bis zur Sanierung floss das Wasser über Schlitzrinnen in einen unterirdischen Tank zurück, wurde gereinigt und wieder dem Kreislauf zugeführt.

## Sanierung
Vor der Sanierung fiel das Wasserspiel durch die Abnutzung der Anlage immer wieder aus und die Unterhaltskosten stiegen. Durch den Einsatz von Chemikalien zur Aufbereitung des Wassers wurde die Reinigungsanlage abgenutzt. Weiterhin kam es im Mai 2014 zu einem Chemieunfall, der durch Austreten von Chlor aus der Wiederaufbereitungsanlage ausgelöst wurde. Drei Personen, die Arbeiten am Wasserspiel verrichteten, wurden verletzt und mussten im Krankenhaus versorgt werden.
Für eine Sanierung bewilligte der Berner Gemeinderat die Aufnahme eines Kredits in Höhe von 2,23 Millionen Franken. Von Oktober 2018 bis März 2019 fand die Sanierung statt, bei der auf die Versorgung mit Frischwasser umgestellt wurde, sodass die chemische Aufbereitung wegfiel. Dadurch seien die laufenden Kosten laut der Stadt Bern um 20 % gesunken. Nach den fünfmonatigen Arbeiten am Wasserspiel wurde es im April 2019 wieder eröffnet. Für Energie sowie Unterhalt und Betrieb des Wasserspiels muss die Stadt Bern jährlich 160’000 Schweizer Franken aufwenden (Stand 2023). Seit der Neugestaltung werden etwa 69 Millionen Liter Wasser pro Jahr und zwischen 250 und 300 Kubikmeter Wasser pro Tag durch das Wasserspiel verbraucht.
Im Winter und wenn der Bundesplatz für den Wochenmarkt, Demonstrationen oder Staatsempfänge genutzt wird, wird das Wasserspiel abgestellt. Das Wasserspiel ist ansonsten täglich von 11 bis 23 Uhr in Betrieb.
Vermutlich nach 2030 soll das Wasserspiel erneut umfassend saniert werden, zusammen mit der Gesamtsanierung des Bundesplatzes.